# Dom przy ul. Moniuszki 1 w Radomiu
Dom przy ul. Moniuszki 1 w Radomiu – modernistyczny budynek z lat 30. XX w., położony w Radomiu przy zbiegu ulic Moniuszki i Traugutta.
Obiekt zlokalizowany jest przy ul. Traugutta 34 / ul. Moniuszki 1. Budynek pierwotnie został wybudowany jako prywatny szpital położniczy dr. Żabnera. Projektantem obiektu był radomski architekt Kazimierz Prokulski. Budynek jest jedynym na południowym Mazowszu przykładem odmiany architektury modernistycznej określanej jako streamline.
W 1947 kamienicę zakupił Zbór Kościoła Adwentystów Dnia Siódmego w Radomiu i do 2008 mieściła się w nim siedziba zboru. Współcześnie w budynku znajduje się dwujęzyczne liceum ogólnokształcące oraz szkoła językowa. Dom wpisany jest do gminnej ewidencji zabytków miasta Radomia